# Sackstraße (Graz)

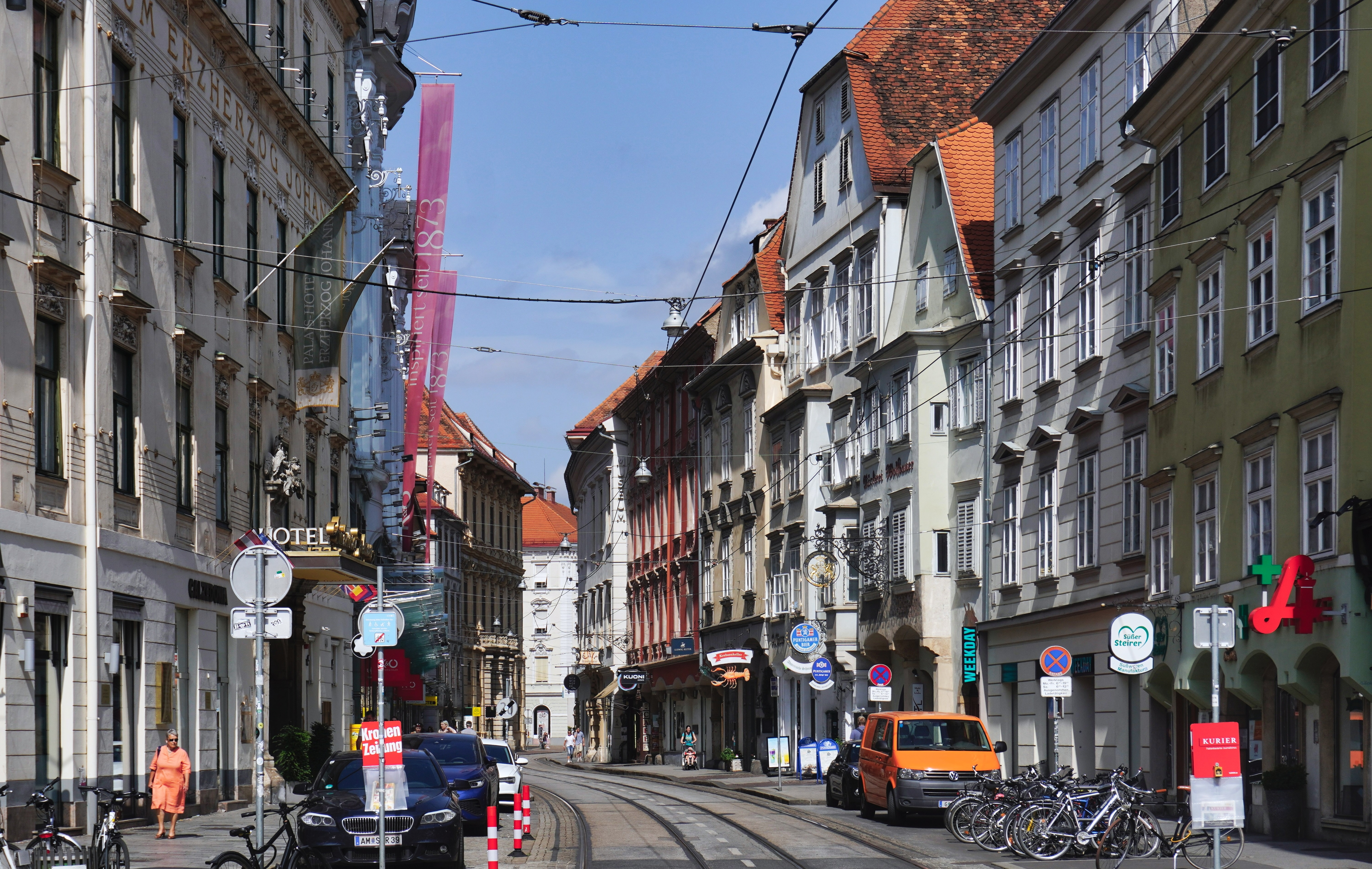
Sackstraße, Blick Richtung Nordwesten

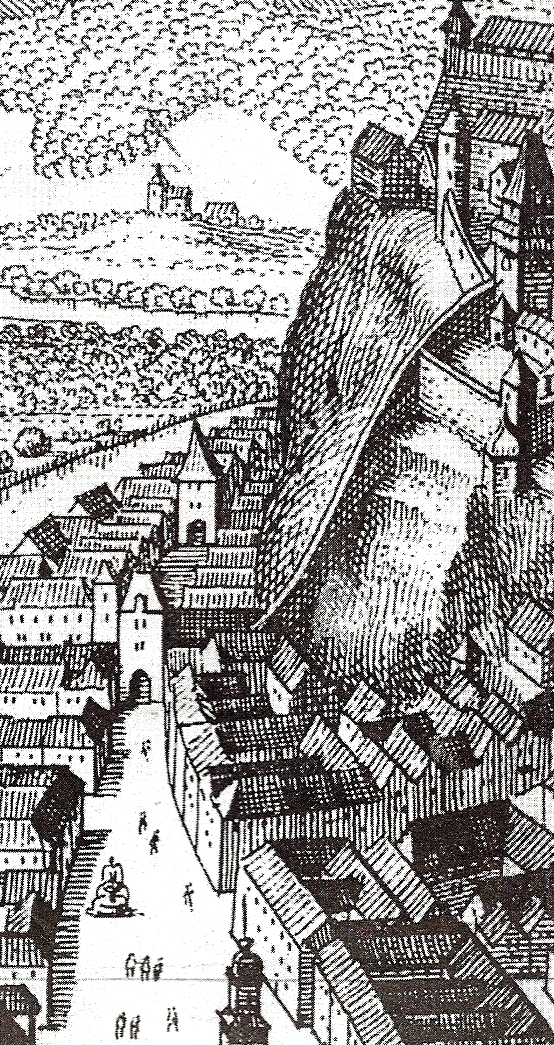
Grazer Sackstraße mit dem ersten und zweiten Sacktor. Kupferstich von Matthäus Merian, 1649.

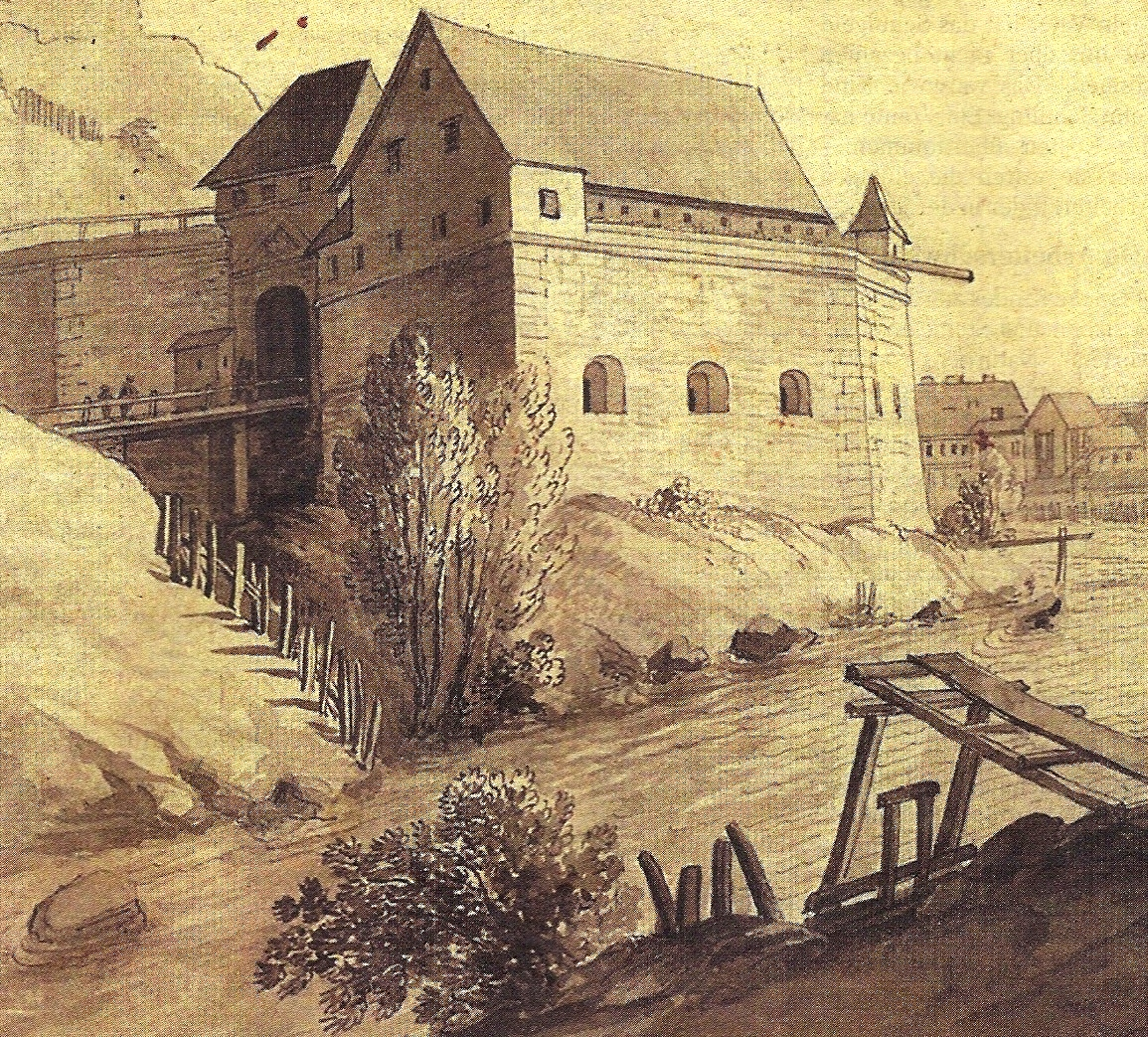
Drittes Sacktor um 1801. Lavrierte Federzeichnung von Johann Wachtl

Sackstraße ist die Bezeichnung des ältesten immer noch bestehenden Straßenzugs von Graz, der bereits Anfang des 12. Jahrhunderts angelegt worden ist. Diese Straße liegt im 1. Bezirk (Innere Stadt). Sie führt vom Hauptplatz im Süden hindurch zwischen Schloßberg und Mur und fortgesetzt durch einen Ast des Kaiser-Franz-Josef-Kais zur Keplerbrücke nach Norden.
Heute ist die Straße eine der bedeutendsten Einkaufsstraßen von Graz. Gerade Kunst hat hier ihren Platz gefunden. Es gibt eine Interessengemeinschaft „Kunst Meile Graz“. Dieser Begriff ist ein geläufiges Synonym für die Sackstraße geworden.

## Geschichtliche Entwicklung
Ursprünglich wurde die Sackstraße nur als „Sack“ bezeichnet, da sie an dem nördlichen Teil der Stadtmauer von Graz beim Reinerhof (Sackstraße Nr. 20) endete. Dieser „erste Sack“ war ursprünglich eine ‚tote‘ Gasse, die erst mit Errichtung des (ersten) „Sacktors“ (zwischen den heutigen Häusern Sackstraße Nr. 17 und Nr. 20) einen Ausgang nach Norden erhielt. Die Gasse wurde bereits in der ersten Hälfte des 12. Jahrhunderts angelegt und gilt als ältester bestehender Straßenzug der Stadt.
Dieser „erste Sack“ wurde im Zuge der Stadterweiterung unter Kaiser Friedrich III. durch den „zweiten Sack“ verlängert. Die Stadtmauer wurde durchbrochen. Es kam zur Errichtung des ersten Sacktores. Im „zweiten Sack“ siedelten sich Kleinbürger, Lederer und Gerber, Kürschner, Schuster und Müller an. Der Bereich zählte nicht zu den wohlhabenden Stadtvierteln und reichte bis zur Einmündung der Sackstraße in den Kai. Die unbebaute Fläche vor der mittelalterlichen Stadtmauer zwischen erstem und zweitem Sack bildet heute den Schloßbergplatz.
Im 17. Jahrhundert erfolgte eine Ergänzung durch den „dritten Sack“. Dieser reichte bis zu den Befestigungswerken bei der heutigen Keplerbrücke und war durch das 1625 errichtete dritte Sacktor zugänglich gemacht worden. Das Tor war ein zwölf Meter hoher Turm mit einer sieben Meter langen Durchfahrt. Die Gewerbetreibenden und Kleinbürger zogen in den „dritten Sack“, während sich viele Adelige im ersten niederließen und dort ihre Palais errichteten. Da die Häuser des „dritten Sacks“ vornehmlich aus Holz gebaut waren, kam es in den Jahren 1607 und 1670 zu großen Bränden, welche die meisten Häuser zerstörten. Das Gebiet lag, obwohl schon seit dem Mittelalter besiedelt, vor der Errichtung des „dritten Sackes“ ungeschützt außerhalb der Stadtmauer.
Das Stadtviertel der drei Säcke war um 1840 das am dichtesten besiedelte Gebiet der Stadt Graz. Im Jahr 1850 wurde das dritte Sacktor abgetragen und an seiner Stelle ein Entlastungsgefängnis für die damals überfüllten Zellen des Rathauses errichtet. Das sogenannte „Kriminal“ wurde bereits in den 1880er Jahren wieder abgerissen. Der Bau war bei der Bevölkerung wegen seines Aussehens sehr unbeliebt gewesen. Er stellte auch ein Verkehrshindernis dar. Die Gefangenen wurden in die neue Justizanstalt des Straflandesgerichtes (heute: Justizanstalt Graz-Jakomini) in die Conrad-von-Hötzendorf-Straße verlegt.
Als unhygienisch, eng und chaotisch galt im 19. Jahrhundert die dichte Anhäufung vieler Häuser. Da der Wasserspiegel der Mur bis auf drei Meter an die äußere Häuserzeile heranreichte, war oft mit Überschwemmungen zu rechnen. Das Ufer war nur mit Piloten, Bretterverschalungen und Steinlagen gesichert, zwischen den Häusern führten schmale Wege, sogenannte „Reichen“, zum Fluss hinab. Bereits im 16. Jahrhundert gab es an einer Stelle eine Seilbahn auf den Schloßberg.
Schon um 1835 war das zweite Sacktor abgetragen worden und. Alle drei Säcke zusammen werden seit 1875 als Sackstraße bezeichnet. Im selben Jahr wurde die Dreifaltigkeitssäule vom Eingang des Straßenzugs auf den Karmeliterplatz verlegt. Mit jeder Verlängerung änderte sich auch die Struktur der Sackstraße, da die hier beheimateten Gewerbetreibenden immer weiter an den jeweiligen Stadtrand gedrängt wurden, während sich nahe dem Stadtzentrum zunehmend Adelige ansiedelten. Mit der um 1900 durchgeführten Murregulierung erfolgte der schwerste Eingriff in die Bausubstanz der ehemaligen drei Säcke. Sämtliche westseitige Häuser des „dritten Sacks“ wurden abgerissen, um Platz für eine neue Straße zu schaffen, den Franz-Joseph-Kai.

## Liste bedeutender Bauten und Verkehrswege

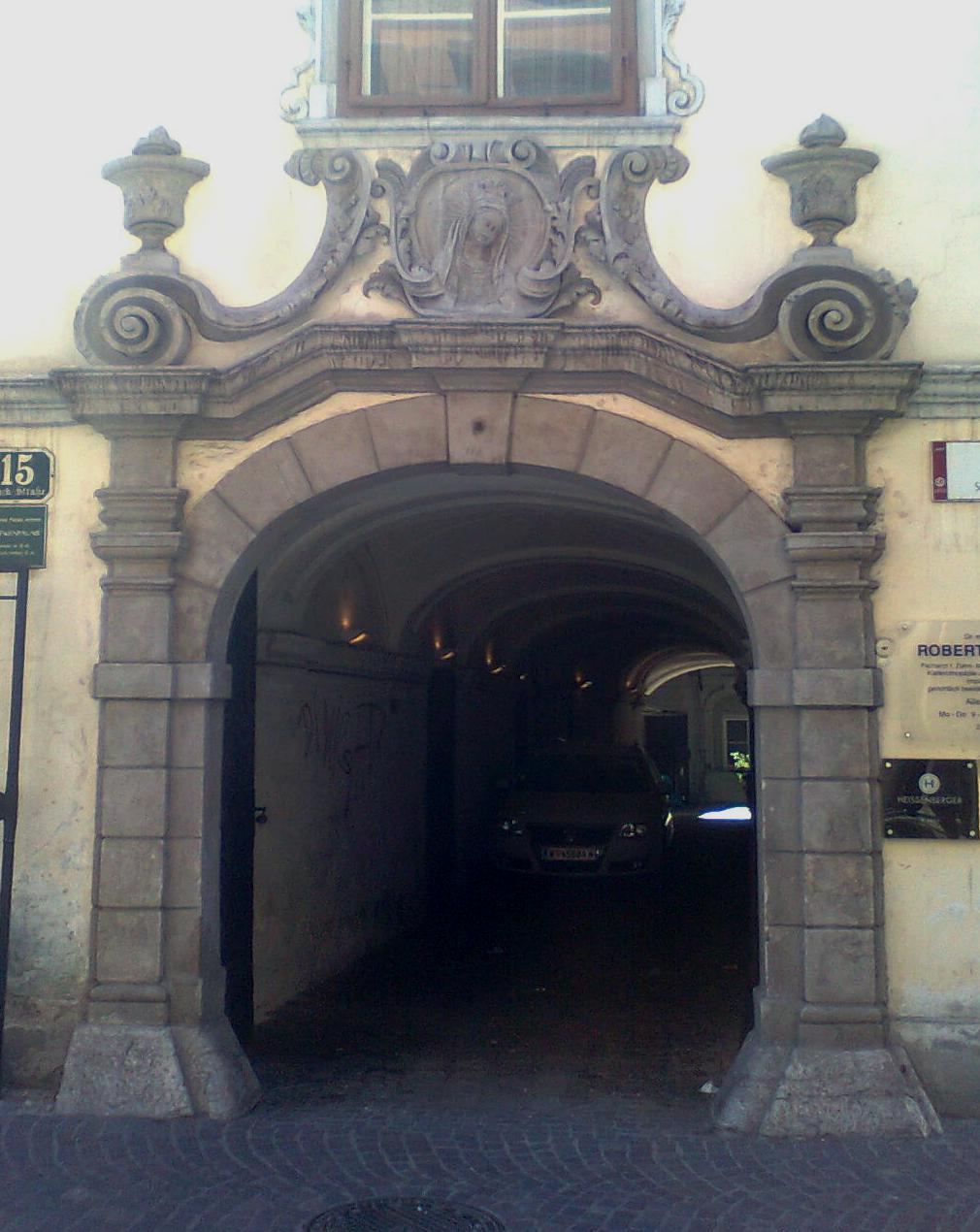
Portal des Witwenpalais, Sackstraße 15

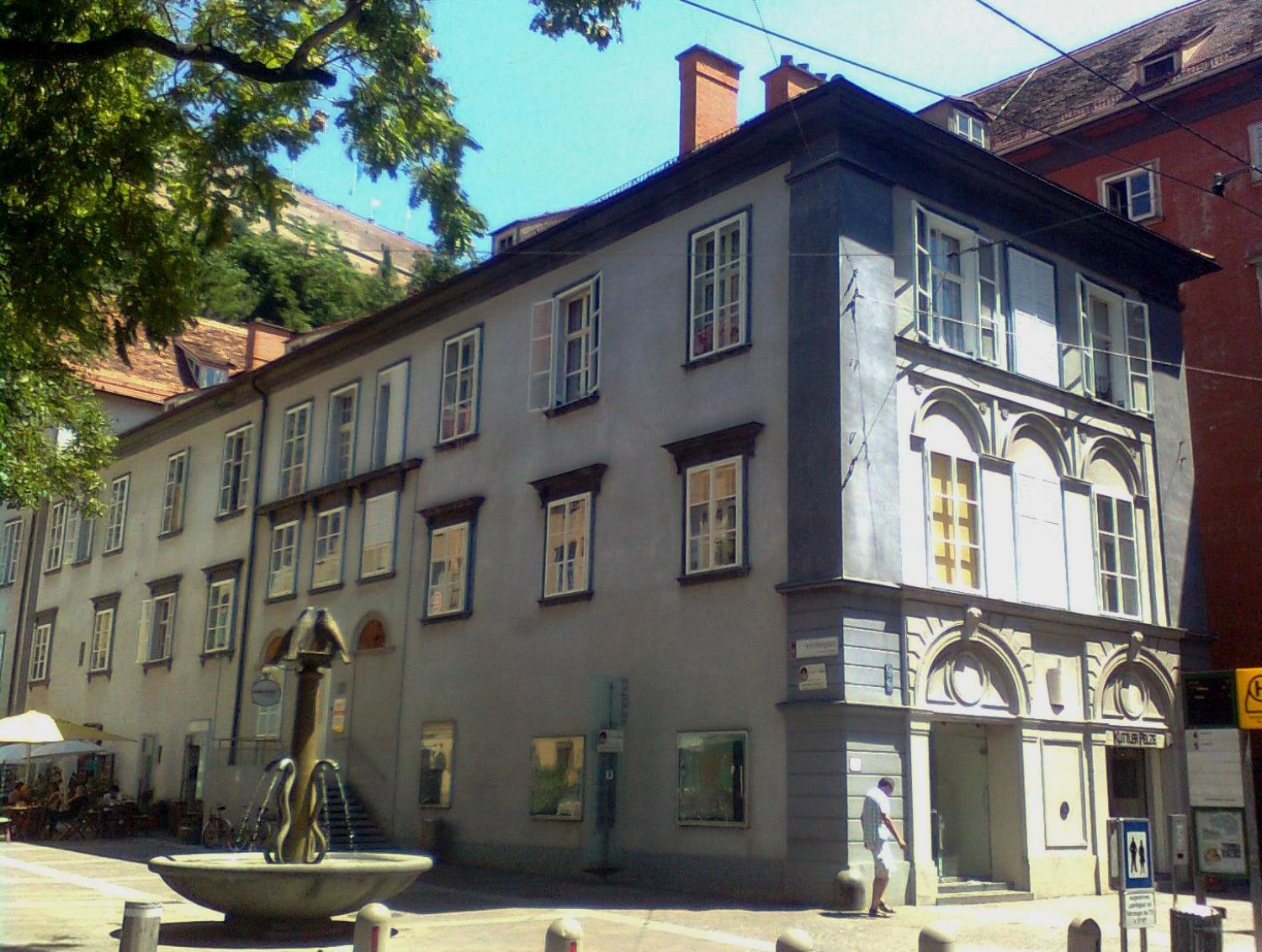
Reinerhof, Sackstraße 20

(Nummerierung nach Hausnummern, gerade rechts, ungerade links vom Hauptplatz ausgehend nach Norden)
1 – um 1280 Eckhaus zur Murgasse des Friedrich an dem Ekke; 1381 erster genannte Barbier von Graz; später landschaftliche, protestantische Stiftschule (1598 aufgehoben). Unter Hinzumietung der Räume des ehemaligen Juweliergeschäfts Pfundner wurde das Gründerzeithaus bis auf Fassade, Dach und Stiegenhaus für oder vom Modehaus Hämmerle bis November 2008 generalumgebaut. Unter Beibehaltung der Nutzung auf seinen 5 Etagen als Modehaus wurde das Hämmerlehaus März 2015 an RA Held/Pluto VV verkauft.
2 – Staigeregg-Haus (erster Stock: bis 1998 Café Nordstern)
3 – 5 seit 1852 Hotel Erzherzog Johann mit Ernst Fuchs Bar. (Erdgeschoss: bis 2010 Café Erzherzog Johann)
4 – seit 1640 eine Apotheke
7 – 11 ab 1885 beginnend Kaufhaus Kastner & Öhler
8 – mittelalterliches Haus mit spätgotischer Fassadenmalerei
9 – eines der ersten Grazer Kaffeehäuser Ende 18. Jhd.
10 – ehem. Buchhandlung Kienreich
12 – ehem. Kleindiensthaus mit Gasthaus Krebsenkeller (Zum Roten Krebsen) Im Hof
13 – im 16. Jhd. im Hof das städtische Zeughaus
14 – Palais Kellersberg, Reform-Speisehaus der Guttempler (um 1910)
15 – kleines Palais Attems (auch Witwenpalais)
16 – Palais Herberstein, ab 1835 eine der ältesten Tanzschulen im deutschsprachigen Raum, von 1941 bis 2011 Neue Galerie Graz, von 2011 bis 2017 Museum im Palais, seit April 2017 Museum für Geschichte des Universalmuseum Joanneum.
17 – Palais Attems
18 – Palais Khuenburg, heute Graz Museum (vormals Stadtmuseum)
= unbenannte Gasse zum Erich-Edegger-Steg über die Mur zu Stigergasse und Mariahilferplatz
19 – Dreifaltigkeitskirche (Graz), 1694–1704 errichtet
20 – Reinerhof auch Reiner Hof, das älteste urkundlich erwähnte Gebäude in Graz (1164)
= Schloßbergplatz (sic!) zu Kriegssteig auf den Schloßberg, Schloßbergstollen, -lift, -rutsche, Grazer Märchenbahn
27 – 36 zweites Sacktor bis 1835
|| Kaiser-Franz-Josef-Kai mit Talstation Schlossbergbahn, zu Keplerbrücke, Körösistraße, Wickenburggasse
In der passagenweise relativ engen Sackstraße verlaufen 2 Gleise der Straßenbahn nach Andritz, dennoch gibt es beidseits durchgängige Gehsteige. Kfz-Verkehr ist generell auf südwärts und Taxi, Liefern und Anlieger beschränkt. Keine Vorrangstraße, also gilt Tempo 30. Radfahren ist in beide Richtungen erlaubt sowie auf den Fußgängerzonen Schloßbergplatz und gegenüber zum Erich-Edegger-Steg.